# Тань Аошуан
Тань Аошуан (кит. трад. 譚傲霜, упр. 谭傲霜, пиньинь Tán Àoshuāng; 21 ноября 1931, Шанхай — 2017, Москва) — советский и российский синолог, специалист в области китайского языкознания и преподавания китайского языка, профессор кафедры китайской филологии ИСАА МГУ. 

## Биография
Родилась в Шанхае, в межэтнической семье, отец — китаец, мать — немка. Окончила филологический факультет Пекинского университета в 1954 году. В 1957 году переехала в СССР. До 1966 года работала на Гостелерадио редактором-стилистом китайских переводов. С 1966 года Тань Аошуан работала в Институте стран Азии и Африки Московского государственного университета имени М. В. Ломоносова; доцент (1988), профессор (1998) кафедры китайской филологии. Читала лекции в Венском (1992), Пекинском и Ханчжоуском университетах, Университете языка и культуры в Пекине (1998), Амхерстском колледже в США (2000).
Супруг —  выдающийся китаевед А. М. Карапетьянц (1943—2021).
В течение многих лет Тань Аошуан представляла Россию во Всемирной ассоциации преподавателей китайского языка в качестве постоянного члена её правления, была председателем Российской ассоциации преподавателей китайского языка.

## Научная деятельность
Научная деятельность Тань Аошуан охватывает период её пребывания в СССР вплоть до её болезни в начале 2010-х годов. Специализировалась в области когнитивной лингвистики, грамматики, типологии и методики преподавания китайского языка. Автор трех учебников и около 70 научных публикаций.
Ещё во времена работы редакторов-стилистов китайских переводов она сталкивалась с проблемой  адекватного отображения русского текста средствами китайского языка. Этот опыт непосредственно отразился на её преподавательской деятельности в ИСАА при МГУ, и результатом его осмысления явился «Учебник современного разговорного китайского языка».
Направлением непосредственной научной работы Тань Аошуан первоначально избрала диалектологию, поскольку, наряду с нормативным китайским языком, она владела сычуаньским, шанхайским и кантонским диалектами. Её кандидатская диссертация «Система тонов в кантонском диалекте (экспериментальное исследование)» (1972) была первым в мировой лингвистике экспериментальным анализом тоновой системы этой манифестации китайского языка. С начала преподавания китайского языка в ИСАА Тань Аошуан занималась углубленным изучением семантики и прагматики современного китайского языка с проекцией результатов исследования на преподавание. В основу её метода была положена задача порождения высказываний, эквивалентных их цели или переводимому материалу. В 1995 году на филологическом факультете МГУ Тань Аошуан защитила докторскую диссертацию, которую потом оформила в монографию, удостоенную премии имени М. В. Ломоносова II степени (2005). До конца жизни Тань Аошуан занималась вопросами совершенствования методики преподавания китайского языка. Грамматические положения её теоретических изысканий в области функциональной грамматики легли в основу издания «Учебник китайского языка. Новый практический курс» (2004), которое считается одним из немногих активно используемых для начального обучения китайскому языку.
Результаты своей научной работы Тань Аошуан неизменно использовала и в своих обязательных теоретических курсах. В последние годы, наряду с годовым курсом функциональной грамматики китайского языка, она читала курс по лингвострановедению. Свои работы по лингвокультурологии она объединила в сборник, вышедший двумя изданиями (2004, 2012).

### Книги
- Тань Аошуан. Учебник современного китайского разговорного языка. — М.: Наука, Главное издательство восточной литературы, 1983. — 717 с.
- Тань Аошуан. Учебник современного китайского разговорного языка. — 2-е издание, исправленное. — М.: МГУ, 1988. — 719 с. — 10 000 экз.
- Тань Аошуан. Проблемы скрытой грамматики. Синтаксис, семантика и прагматика языка изолирующего строя / Московский государственный университет, Институт стран Азии и Африки. — М.: Языки славянской культуры, 2002. — 896 с. — ISBN 5-94457-058-Х.
- Тань Аошуан. Китайская картина мира. Язык, культура, ментальность. — М.: Рукописные памятники древней Руси, 2012. — 272 с. — ISBN 978-5-9551-0381-5.

### Статьи
- Тань Аошуан. Функциональная значимость участков частотного контура тонов (на материале кантонского диалекта) // Вестник Московского университета, сер. 13 Востоковедение. 1984, No 4.
- Тань Аошуан. Актуальное членение и универсальные коммуникативные категории высказываний в китайском языке // Вестник Московского университета. сер. 13 Востоковедение, 1985, No 4.
- Тань Аошуан. Методы сопоставительных исследований типологически различных языков на семантико-синтаксическом и прагматическом уровнях // Вестник Московского университета. сер. 13 Востоковедение. 1990, No 2.